# Чолакова
Чолакова е село в Южна България. То се намира в община Велинград, област Пазарджик.

## География
Село Чолакова се намира в планински район на около 40 км. от Велинград. Основано е преди повече от 250 г. от дядо Чолак. Село е от 26 декември 1978 г. като се образува от сливането на местностите Чолакова, Дживгова, Салиева, Льотева и Лешкова (от с. Цветино). Кмество е от 1979 г., а от 1999 г. е наместничество.

## История
След Руско-турската война и Съединението на България населението на бабешките колиби намалява. През 1887 година Христо Попконстантинов обнародва статистика за броя на домакинствата в бабешките колиби, в която Чолакова (Чолакови колиби) е посочено като селище с 20 – 25 помашки семейства.